# L&M
L&M은 필립 모리스의 담배 제품이다.

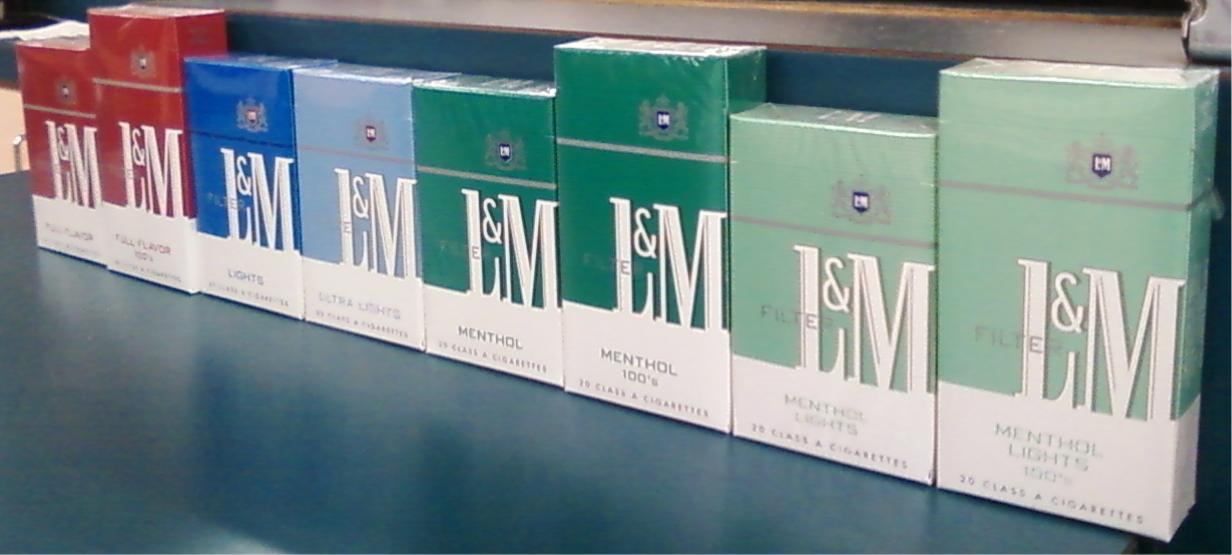
L&M

현재 알트리아(Altria)와 필립 모리스 인터내셔널(Philip Morris International)이 소유하고 제조하는 미국 브랜드의 담배이다. 이 이름은 1873년에 설립된 리겟 & 마이어스(Liggett & Myers)라는 담배 회사에서 유래했으며, L&M이 처음 생산된 현재 리겟 그룹(Liggett Group)의 전신이다.